# Kurt Niederstätter
Kurt Niederstätter (* 3. August 1976 in Brixen) ist ein ehemaliger italienischer Snowboarder.

## Werdegang
Niederstätter nahm im Januar 1995 in Innichen erstmals am Snowboard-Weltcup der FIS teil, wobei er den 32. Platz im Parallelslalom und den 19. Platz im Slalom errang. Im folgenden Jahr kam er bei den Weltmeisterschaften in Lienz auf den 19. Platz im Riesenslalom. In der Saison 1996/97 erreichte er mit Platz acht im Slalom in Grächen seine erste Top-Zehn-Platzierung sowie beste Platzierung im Weltcup und belegte bei den Snowboard-Weltmeisterschaften 1997 in Innichen den 37. Platz im Parallelslalom sowie den 33. Rang im Slalom. Den achten Platz wiederholte er im Februar 1998 in Oberstdorf im Parallelslalom. In der Saison 1998/99 wurde er italienischer Meister im Parallelslalom und kam bei den Snowboard-Weltmeisterschaften 1999 in Berchtesgaden auf den 61. Platz im Parallelslalom, auf den 55. Platz im Snowboardcross, auf den 20. Rang Parallel-Riesenslalom sowie auf den 16. Platz im Riesenslalom. In der folgenden Saison erreichte er mit Platz 30 im Parallel-Weltcup sein bestes Gesamtergebnis. Bei den Snowboard-Weltmeisterschaften 2001 in Madonna di Campiglio belegte er den 31. Platz im Parallelslalom und bei den Olympischen Winterspielen 2002 in Salt Lake City den 22. Rang im Parallel-Riesenslalom. Seinen 101. und damit letzten Weltcup absolvierte er Januar 2003 in Bad Gastein, welchen er auf dem 35. Platz im Parallelslalom beendete.

## Teilnahmen an Weltmeisterschaften und Olympischen Winterspielen

### Olympische Winterspiele
- 2002 Salt Lake City: 22. Platz Parallel-Riesenslalom

### Snowboard-Weltmeisterschaften
- 1996 Lienz: 19. Platz Riesenslalom
- 1997 Innichen: 33. Platz Slalom, 37. Platz Parallelslalom
- 1999 Berchtesgaden: 16. Platz Riesenslalom, 20. Platz Parallel-Riesenslalom, 55. Platz Snowboardcross, 61. Platz Parallelslalom
- 2001 Madonna di Campiglio: 31. Platz Parallelslalom

## Weltcup-Gesamtplatzierungen
| Saison    | Gesamt | Gesamt | Parallel | Parallel | Parallel-Riesenslalom | Parallel-Riesenslalom | Parallelslalom | Parallelslalom |
| Saison    | Punkte | Platz  | Punkte   | Platz    | Punkte                | Platz                 | Punkte         | Platz          |
| --------- | ------ | ------ | -------- | -------- | --------------------- | --------------------- | -------------- | -------------- |
| 1994/95   | -      | -      | 26       | 69.      | -                     | -                     | -              | -              |
| 1995/96   | 37     | 52.    | -        | -        | -                     | -                     | -              | -              |
| 1996/97   | 98     | 96.    | -        | -        | -                     | -                     | -              | -              |
| 1997/98   | 162    | 73.    | -        | -        | -                     | -                     | -              | -              |
| 1998/99   | 150    | 63.    | -        | -        | -                     | -                     | -              | -              |
| 1999/2000 | 90     | 81.    | 560      | 30.      | 560                   | 30.                   | -              | -              |
| 2000/01   | -      | -      | -        | -        | -                     | -                     | 508            | 46.            |
| 2001/02   | -      | -      | -        | -        | 131                   | 50.                   | 120            | 51.            |
| 2002/03   | -      | -      | 104      | 60.      | -                     | -                     | -              | -              |